# (7818) Muirhead
(7818) Muirhead est un astéroïde de la ceinture principale aréocroiseur.

## Description
(7818) Muirhead est un astéroïde aréocroiseur. Il présente une orbite caractérisée par un demi-grand axe de 2,34 UA, une excentricité de 0,35 et une inclinaison de 21,8° par rapport à l'écliptique.

## Compléments